# Associazione Calcio Reggiana 1984-1985
Questa voce raccoglie le informazioni riguardanti l'Associazione Calcio Reggiana nelle competizioni ufficiali della stagione 1984-1985.

## La stagione
Nella stagione 1984-1985 a Reggio Emilia si punta con decisione sui giovani, ponendo grande attenzione al bilancio societario. Come direttore sportivo viene assunto Franco Manni e come allenatore Franco Fontana. Arrivano quindi molti giovani da plasmare: dalla Roma il portiere Attilio Gregori e il difensore Piero Vignoli, dal Monza il terzino Saverio Albi, dal Trento l'attaccante Sergio D'Agostino, l'esterno d'attacco Alberto Cambiaghi dal Milan, la promessa di qualità Maurizio Scarsella dal Foligno, il centrocampista Enzo Scarpa e il mediano Ennio Ori dal Treviso, il difensore Domenico Tanzi dal Taranto, il centrocampista Giovanni Soncin dal Como, l'attaccante Giovanni Ceccarini dalla Fiorentina. Salgono Brescia e Lanerossi Vicenza.
Piazza pulita e ringiovanita, rispetto alla squadra granata del campionato scorso. Dopo un inizio incerto la squadra si riprende, ponendosi a ridosso delle prime. Il gelo atmosferico del 1985, il più intenso e nevoso di sempre, raffredda anche i propositi dei granata. Alla fine la Reggiana è quinta e guadagna l'accesso alla prossima Coppa Italia nazionale. Nel girone I di qualificazione della Coppa Italia di Serie C La Reggiana si piazza al terzo posto, dietro alla Massese che passa ai sedicesimi di finale, e alla Lucchese, e davanti allo Spezia.

## Divise e sponsor
| Prima divisa |

## Rosa
| N. |                   | Ruolo | Calciatore         |
| -- | ----------------- | ----- | ------------------ |
|    | Italia (bandiera) | D     | Saverio Albi       |
|    | Italia (bandiera) | C     | Roberto Bosco      |
|    | Italia (bandiera) | A     | Alberto Cambiaghi  |
|    | Italia (bandiera) | A     | Giovanni Ceccarini |
|    | Italia (bandiera) | D     | Silvio Cei         |
|    | Italia (bandiera) | A     | Sergio D'Agostino  |
|    | Italia (bandiera) | C     | Sandro Danelutti   |
|    | Italia (bandiera) | A     | Sauro Davolio      |
|    | Italia (bandiera) | C     | Mauro De Angelis   |
|    | Italia (bandiera) | P     | Sergio Eberini     |

| N. |                   | Ruolo | Calciatore         |
| -- | ----------------- | ----- | ------------------ |
|    | Italia (bandiera) | C     | Massimo Gadda      |
|    | Italia (bandiera) | P     | Attilio Gregori    |
|    | Italia (bandiera) | C     | Fabrizio Larini    |
|    | Italia (bandiera) | C     | Ennio Ori          |
|    | Italia (bandiera) | A     | Stefano Paraluppi  |
|    | Italia (bandiera) | C     | Enzo Scarpa        |
|    | Italia (bandiera) | C     | Maurizio Scarsella |
|    | Italia (bandiera) | C     | Giovanni Soncin    |
|    | Italia (bandiera) | D     | Domenico Tanzi     |
|    | Italia (bandiera) | D     | Viero Vignoli      |

## Risultati

### Campionato

#### Girone di andata
| Arbitro: | Calabretta (Catanzaro) |

|                     |           |             |
| Zavarise 49’ (aut.) | Marcatori | 76’ Zanatta |

| Jesi 30 settembre 1984 2ª giornata | Jesi              | 0 – 0 | Reggiana | Stadio Comunale\| Arbitro: \| Creati (Acireale) \| |
| Arbitro:                           | Creati (Acireale) |       |          |                                                    |

| Arbitro: | Amendolia (Messina) |

|                                   |           |                            |
| D'Agostino 45’, 63’ Cambiaghi 68’ | Marcatori | 44’ Ferretti 90’ Bresciani |

| Arbitro: | De Luca (Napoli) |

|              |           |                    |
| Di Prete 85’ | Marcatori | 16’ (aut.) Mozzini |

| Arbitro: | Bruni (Arezzo) |

|                |           |                         |
| D'Agostino 43’ | Marcatori | 35’ Serioli 59’ Snidaro |

| Carrara 28 ottobre 1984 6ª giornata | Carrarese         | 0 – 0 | Reggiana | Stadio dei Marmi\| Arbitro: \| Dal Forno (Ivrea) \| |
| Arbitro:                            | Dal Forno (Ivrea) |       |          |                                                     |

| Arbitro: | Scalcione (Matera) |

|                               |           |                            |
| D'Agostino 32’ (rig.) Cei 87’ | Marcatori | 14’ Messersì 71’ Lucchetti |

| Arbitro: | Bailo (Novi Ligure) |

|             |           |               |
| Samaden 27’ | Marcatori | 70’ Cambiaghi |

| Arbitro: | Baroni (Macerata) |

|                               |           |            |
| Ceccarini 51’ Scarpa 73’, 85’ | Marcatori | 81’ Brilli |

| Arbitro: | Novi (Pisa) |

|                |           |                |
| De Tommasi 33’ | Marcatori | 52’ D'Agostino |

| Rimini 2 dicembre 1984 11ª giornata | Rimini           | 0 – 0 | Reggiana | Stadio Romeo Neri\| Arbitro: \| Baldas (Trieste) \| |
| Arbitro:                            | Baldas (Trieste) |       |          |                                                     |

| Arbitro: | Fiorenza (Siena) |

|                                        |           |                     |
| D'Agostino 6’ Ceccarini 17’ Scarpa 80’ | Marcatori | 36’ (rig.) Guidetti |

| Arbitro: | Amendolia (Messina) |

|                        |           |  |
| Gritti 60’ Ascagni 72’ | Marcatori |  |

| Arbitro: | De Luca (Napoli) |

|                    |           |  |
| Scarsella 66’, 86’ | Marcatori |  |

| Arbitro: | Calabretta (Catanzaro) |

|  |           |            |
|  | Marcatori | 69’ Scarpa |

| Arbitro: | Schiavon (Padova) |

|            |           |                |
| Guerra 55’ | Marcatori | 77’ D'Agostino |

| Arbitro: | Creati (Acireale) |

|                |           |          |
| D'Agostino 61’ | Marcatori | 6’ Rocca |

#### Girone di ritorno
| Treviso 3 febbraio 1985 18ª giornata | Treviso         | 0 – 0 | Reggiana | Stadio Omobono Tenni\| Arbitro: \| Grechi (Milano) \| |
| Arbitro:                             | Grechi (Milano) |       |          |                                                       |

| Reggio Emilia 10 febbraio 1985 19ª giornata | Reggiana        | 0 – 0 | Jesi | Stadio Mirabello\| Arbitro: \| Agnelli (Siena) \| |
| Arbitro:                                    | Agnelli (Siena) |       |      |                                                   |

| Ferrara 17 febbraio 1985 20ª giornata | SPAL                | 0 – 0 | Reggiana | Stadio Paolo Mazza\| Arbitro: \| Bailo (Novi Ligure) \| |
| Arbitro:                              | Bailo (Novi Ligure) |       |          |                                                         |

| Arbitro: | Di Savino (Foggia) |

|            |           |            |
| Scarpa 13’ | Marcatori | 42’ Strano |

| Arbitro: | Conforti (Macerata) |

|              |           |                |
| Filosofi 63’ | Marcatori | 70’ D'Agostino |

| Arbitro: | Nepi (Ascoli Piceno) |

|               |           |                |
| Ceccarini 26’ | Marcatori | 90’ (aut.) Cei |

| Arbitro: | Fabricatore (Roma) |

|                                            |           |  |
| Pasciullo 30’ Rondon 41’ Baggio 82’ (rig.) | Marcatori |  |

| Reggio Emilia 24 marzo 1985 25ª giornata | Reggiana            | 0 – 0 | Pavia | Stadio Mirabello\| Arbitro: \| Satariano (Palermo) \| |
| Arbitro:                                 | Satariano (Palermo) |       |       |                                                       |

| Arbitro: | Ciaccio (Napoli) |

|              |           |  |
| Marchese 12’ | Marcatori |  |

| Arbitro: | Caprini (Perugia) |

|               |           |  |
| Scarsella 25’ | Marcatori |  |

| Arbitro: | Picchio (Macerata) |

|                   |           |                       |
| Bosco 42’ Ori 57’ | Marcatori | 4’ Pierozzi 89’ Rocco |

| Arbitro: | Guida (Palermo) |

|                                                        |           |  |
| Guidetti 39’ Arrigoni 54’ Tedoldi 72’ Mochi 80’ (rig.) | Marcatori |  |

| Arbitro: | Novi (Pisa) |

|               |           |                |
| Cambiaghi 62’ | Marcatori | 47’ Maragliulo |

| Arbitro: | Greco (Brindisi) |

|  |           |                    |
|  | Marcatori | 58’, 90’ Ceccarini |

| Reggio Emilia 26 maggio 1985 32ª giornata | Reggiana        | 0 – 0 | Legnano | Stadio Mirabello\| Arbitro: \| Monni (Sassari) \| |
| Arbitro:                                  | Monni (Sassari) |       |         |                                                   |

| Arbitro: | Satariano (Palermo) |

|                               |           |                             |
| Tanzi 15’ D'Agostino 27’, 70’ | Marcatori | 6’ Di Stefano 18’ Garritano |

| Arbitro: | Grechi (Milano) |

|           |           |  |
| Gatti 22’ | Marcatori |  |

### Coppa Italia

#### Girone I
| Arbitro: | Rosati (Empoli) |

|                               |           |                              |
| Albi 14’ (aut.) Tarasconi 76’ | Marcatori | 21’ Paraluppi 62’ D'Agostino |

| Arbitro: | Giuriola (Rovigo) |

|                                      |           |                   |
| Scarpa 2’, 90’ D'Agostino 36’ (rig.) | Marcatori | 2’ Di Pietropaolo |

| Reggio Emilia 2 settembre 1984 3ª giornata | Reggiana | 1 – 1 | Massese | Stadio Mirabello |

| Arbitro: | Mazzetti (Firenze) |

|                         |           |                         |
| Albi 45’ D'Agostino 49’ | Marcatori | 21’ Babbi 81’ Tarasconi |

| Arbitro: | Busceti (Taurianova) |

|               |           |  |
| Pederzoli 18’ | Marcatori |  |

| Arbitro: | Bailo (Novi Ligure) |

|           |           |  |
| Mussi 80’ | Marcatori |  |